# Pont de l'Abella
El pont de l'Abella és una obra de Sant Martí de Centelles (Osona) inclosa a l'Inventari del Patrimoni Arquitectònic de Catalunya.

## Descripció
Pont de tres arcs i dos arcons. També té tallamars, és pla i tot de pedra. Passa per sobre el riu Congost, i està datat el 1740.
El camí ral de Barcelona a Puigcerdà, entrava a Osona pel Pont de l'Abella. Passa per sobre el riu Congost que fa de partió municipal entre Sant Martí de Centelles i Aiguafreda i que es va refer el 1740 en substitució d'un altre de més antic.